# Ptychoglene erythrophora
Ptychoglene erythrophora là một loài bướm đêm thuộc phân họ Arctiinae, họ Erebidae.